# 2005 en santé et médecine
| Années de la santé et de la médecine : 2002 - 2003 - 2004 - 2005 - 2006 - 2007 - 2008    |
| Décennies de la santé et de la médecine : 1970 - 1980 - 1990 - 2000 - 2010 - 2020 - 2030 |

Cet article présente les faits marquants de l'année 2005 en santé et médecine.

## Événements

### Monde
- 1er janvier : nouvelles règles de l’Organisation mondiale du commerce qui entravent la production de génériques de médicaments contre le sida : application des ADPICs (Accords sur les aspects du droit de la propriété intellectuelle touchant au commerce)[1].
- 26 janvier : de fin juin à fin décembre 2004, le nombre de patients sous traitement pour le sida est passé de 440 000 à environ 700 000 dans les pays pauvres. Ce chiffre représente 12 % des 5,8 millions de malades ayant un besoin urgent de traitement dans ces pays.
- 29 janvier : journée mondiale contre la lèpre.
- 23 février :
  - Conférence sur la grippe aviaire à Hô Chi Minh-Ville.
  - Lors de l'ouverture d'une conférence internationale sur la grippe aviaire, le directeur de l'Organisation mondiale de la santé Shigeru Omi annonce qu’une nouvelle pandémie (épidémie mondiale) de grippe risque de survenir par la rencontre du virus de la grippe aviaire et de celui de la grippe humaine. L’OMS estime qu’une pandémie pourrait faire jusqu’à 100 millions de morts si le virus H5N1 mutait et devenait facilement transmissible entre humains.
- 26 février : journée mondiale d’action contre l’ordonnance sur les brevets en Inde.
- 27 février : le traité international antitabac de l’OMS entre en vigueur[2].
- Mars : l’Organisation mondiale de la Santé (OMS) souligne que les lits de bronzage font courir un risque de cancer cutané et déconseille fortement leur utilisation par les moins de 18 ans.
- 18 mars : journée internationale de l’allaitement[3].
- 21 mars : les maladies diarrhéiques dues aux carences d’approvisionnement en eau potable sont à l’origine de 30 000 décès par semaine, surtout chez les enfants, ce qui constitue une « situation inacceptable », affirme le directeur général de l’OMS, le Dr Lee Jong-wook, à l’occasion de la Journée mondiale de l’eau.
- 24 mars : journée mondiale de la tuberculose.
- 26 mars : Pneumonies, diarrhées et paludisme sont responsables de 45 % des 10,6 millions de décès d’enfants de moins de 5 ans chaque année dans le monde, selon une étude d’experts de l’Organisation mondiale de la santé parue dans la revue médicale britannique Lancet.
- 7 avril : journée mondiale de la Santé organisée par l’OMS. Elle sera consacrée à la santé de la mère et de l’enfant, sur le thème « Donnons sa chance à chaque mère et à chaque enfant ».
- 16–25 mai : cinquante-huitième assemblée mondiale de la Santé
- 19 mai : l'Organisation mondiale de la santé réitère son appel aux pays du monde à se préparer à faire face à une épidémie mondiale de grippe. Dans un rapport sur l'évolution de la grippe aviaire en Asie, l'OMS explique que le virus est en train de changer et qu'il pourrait bientôt se propager plus facilement entre les humains.
- 30 septembre : déclaration de Montréal sur le droit fondamental aux médicaments essentiels.

### Afrique

#### Angola
- 3 mars : un décret du Conseil des ministres, promulgué par le président José Eduardo dos Santos, crée l'Institut national de lutte contre le VIH/SIDA.
- 21 mars : la fièvre hémorragique qui a provoqué le mort de 96 personnes dans le nord de l’Angola depuis novembre 2004 est provoquée par le virus de Marbourg, un virus très proche du redoutable virus d'Ebola, annonce le vice-ministre angolais de la Santé[4].
- 26 mars : l’épidémie de Marbourg s’étend à une troisième province d’Angola.
- 2 avril : le Ministère de la Santé angolais avait notifié 163 cas de fièvre hémorragique de Marbourg, dont 150 mortels. Des cas ont été identifiés dans les provinces d’Uige, de Luanda, de Cabinda, de Malange et de Kuanza Norte. La province d’Uige continue d’être à l’épicentre de la flambée. À ce jour, on pense que tous les cas détectés dans d’autres provinces proviennent d'Uige.
- 8 avril : fièvre de Marbourg. L’OMS recommande la mise en alerte des pays voisins de l’Angola.
- Mai : l'épidémie de fièvre de Marbourg en Angola a fait 280 morts, selon un nouveau bilan publié lundi soir par le ministère angolais de la Santé et l'Organisation mondiale de la santé.

#### Burundi
- Janvier: épidémie de choléra à Bujumbura, la capitale du Burundi.
- 7 avril : Le président burundais Domitien Ndayizeye a lancé un programme de lutte contre la mortalité maternelle et infantile à Muyinga.

#### Cameroun
- Janvier : depuis quelques semaines, le laboratoire Gilead utilise des prostituées Camerounaises comme de véritables cobayes pour tester sa molécule Ténofovir/Viread afin d’étudier son indication comme traitement prophylactique pour prévenir l’infection à VIH.
- Le taux de mortalité infanto-juvénile augmente dangereusement depuis 1990 au Cameroun. En quinze années, on est ainsi passé de 139 décès pour 1 000 enfants, à 169 décès pour 1 000. Dans un continent africain où la tendance générale est à la réduction de la mortalité, la situation au Cameroun est préoccupante estime le dernier rapport de l’Unicef

#### Madagascar
- L’enquête démographique santé (Eds) 2003-2004 a révélé que la syphilis est devenue un véritable problème de santé publique à Madagascar. À cette date, 3,8 % de la population adulte de 15 à 49 ans était atteinte de la syphilis. Le niveau était légèrement supérieur chez les femmes (4,2 %) en milieu urbain (2,7 %).

#### Maroc
- Près de 14 000 personnes ont été vaccinées et 3 000 autres ont suivi des traitements médicaux pour prévenir la propagation de la méningite dans la province de Chefchaouen au Maroc, a indiqué, vendredi, le ministre de la Santé M.Mohamed Cheikh Biadillah.

#### République démocratique du Congo (RDC)
- 22 février : l'épidémie de peste pulmonaire a tué au moins 61 personnes dans Bas-Uele, province orientale de la RDC.
- Mars : épidémie de choléra dans des camps de déplacés en Ituri, principalement dans le camp de Kafé, à l’est de Bunia. Le bureau de coordination des affaires humanitaires de l’Onu (Ocha) a recensé 433 cas entre le 26 mars et le 3 avril, faisant 20 morts.

#### Sénégal
- Mars : une moyenne de 20 nouveaux cas de choléra sont déclarés quotidiennement à Touba (centre du Sénégal), ville sainte mouride qui s’apprête à accueillir le pèlerinage annuel de cette confrérie musulmane.
- 5 avril : l’épidémie de choléra qui frappe depuis trois mois le centre du Sénégal a connu une flambée, avec 3 400 cas dont 54 décès recensés à travers le pays, ont indiqué les autorités médicales.

### Amérique

#### Canada
- Janvier :
  - Le Journal de l’Association médicale canadienne critique le ministère de la Santé sur les critères d’approbation des nouveaux médicaments. Les médicaments sont homologués quand leur efficacité est supérieure au placebo sans tenir compte des effets secondaires.
  - Le ministre de la Santé du Québec, Philippe Couillard, a annoncé son intention de renforcer la loi sur le tabac.
- Février
  - Le ministre fédéral de la Santé, Ujjal Dosanjh, attaque la compagnie Merck à propos de l’anti-inflammatoire Vioxx. Il soupçonne Merck de tenir secrètes des données importantes sur les risques du Vioxx, retiré du marché en septembre en raison d’un risque accru de crise cardiaque.
- Mars :
  - Le gouvernement canadien lance une vaste campagne de consultation nationale sur la santé publique à Winnipeg. Ottawa souhaite ainsi identifier les besoins des Canadiens et les améliorations à apporter au système.
  - L’Association médicale canadienne, l’Association canadienne de protection médicale, l’Association des pharmaciens du Canada, la Federation of Medical Regulatory Authorities of Canada et l’Association nationale des organismes de réglementation de la pharmacie ont uni leurs forces pour exiger du ministre de la Santé Ujjal Dosanjh qu’il mette fin à la vente de médicaments canadiens par Internet aux États-Unis.
- Avril
  - La tendance des Canadiens à avaler des pilules afin de soulager leurs maux continue d’augmenter, la facture de médicaments étant estimée à près de 22 milliards de dollars en 2004, en hausse de près de 9 % par rapport à l’année précédente et cinq fois le montant consacré aux médicaments en 1985, selon un rapport de l’Institut canadien d’information sur la santé.

#### États-Unis
- 25 janvier : une cour américaine juge recevable une plainte d’obèses contre McDonald’s.
- 1er février : l'Institut national américain de la santé (NIH) a annoncé mardi l’interdiction à ses chercheurs de toute collaboration rémunérée avec des firmes pharmaceutiques, de biotechnologie ou de groupements professionnels pour éviter des conflits d’intérêt.
- 13 février : mise en évidence d’une souche du virus du sida particulièrement résistante chez un malade new-yorkais.
- Mars : selon une étude publiée mercredi 16 mars dans le New England Journal of Medicine. L’explosion de l’obésité, surtout chez les jeunes, pourrait réduire l’espérance de vie aux États-Unis, inversant deux siècles de progrès ininterrompus.
- 21 mars : le président américain, George W. Bush, signe la loi controversée destinée à empêcher la mort de Terri Schiavo, habitante de Floride en état de mort cérébrale depuis quinze ans.
- 22 mars : un juge fédéral décide de ne pas rebrancher la sonde alimentant Terri Schiavo.
- 23 mars : les parents de Terri Schiavo s’obstinent à vouloir alimenter leur fille. Leur avocat a annoncé qu’il allait déposer un recours devant la Cour suprême fédérale.
- 28 mars : la cour suprême de Floride a rejeté samedi soir le recours introduit en urgence par les parents de Terri Schiavo pour que la sonde d’alimentation artificielle pour maintenir leur fille en vie soit rebranchée. Ce dernier recours avait été présenté par Bob et Mary Schindler après le rejet samedi d’un juge du même État de leur demande en vue de maintenir en vie l’Américaine de 41 ans et de contrecarrer ainsi le souhait de son mari d’abréger ses souffrances après 15 années passées dans un état de coma végétatif
- 31 mars : Terri Schiavo, une Américaine dans le coma depuis 15 ans privée d’alimentation artificielle depuis le 18 mars, est morte
- Août : le laboratoire Merck a perdu son premier procès en responsabilité civile intenté contre son anti-inflammatoire Vioxx. Jugé coupable de négligence dans la mort d'un Texan en 2001, le jury a condamné Merck à verser 229 millions de dollars de « dommages punitifs » et 24 millions de dollars d'indemnités à la famille de la victime. Le groupe a fait appel. Plus de 4000 autres plaintes ont été déposées contre Merck[5].

### Asie
- 3 février : dans un communiqué virulent, Pharmaciens sans Frontières-Comité international (PSF-CI) dénonce l’envoi de tonnes de médicaments inappropriés en Asie du Sud-Est. Inadaptation aux besoins réels, déstabilisation des économies locales et risques pour la santé publique, tels sont, selon l’ONG pharmaceutique, les effets secondaires d’une aide humanitaire irrationnelle.

#### Cambodge
- 6 février : le Cambodge annonce qu’une femme de 25 ans morte la semaine dernière était la première victime cambodgienne de la grippe aviaire.

#### Chine
- 7 février : concernant la grippe aviaire, le journal China Daily affirme que la Chine a mis au point un vaccin pour les volailles.
- 12 mars : la Chine, un pays qui recense 840 000 porteurs du virus du sida, commence ses premiers tests d’un nouveau vaccin contre le sida sur l’homme, affirme un expert du centre de prévention et de contrôle des maladies de la Région autonome Zhuang du Guangxi, dans le sud du pays.

#### Corée du Nord
- 6 avril : selon l’Agence des Nations unies pour l’alimentation et l’agriculture, la souche du virus H7 de l’épidémie de grippe aviaire qui s’est développée en Corée du Nord et qui a tué seize personnes depuis décembre est inconnue en Asie.

#### Inde
- En février, le parlement indien examine une loi révolutionnant la législation sur les brevets et empêchant la production de copies de médicaments
- En mars, la loi interdisant la copie de médicaments brevetés en Inde est définitivement adoptée, en dépit des craintes de ses opposants selon lesquels elle risque de priver de soins des millions de malades des pays pauvres. L’amendement à la loi sur les brevets, qui avait été approuvé mardi soir par la Chambre basse, a été voté à main levée par la Chambre haute. Le président indien A.P.J. Abdul Kalam doit maintenant la promulguer. Cette nouvelle législation vise à mettre New Delhi en conformité avec les Adpic, accords sur la propriété intellectuelle de l’Organisation mondiale du commerce dont l’Inde est membre.

#### Sri Lanka
- 28 février : les experts en matière de l'OMS aideront le Sri Lanka en combattant une maladie mystérieuse qui a affecté 184 personnes dans les régions de Badulla et de Moneragala.

#### Thaïlande
- 24 janvier : la Thaïlande a lancé un plan d’urgence sur trois ans contre le risque de transmission d’homme à homme de la grippe aviaire.
- 27 janvier : la grippe aviaire se transmet probablement de personne à personne selon une étude dirigée par le Dr Kumnuan Ungchusak du ministère thaïlandais de la santé publique.

#### Viêt Nam
- Janvier : 
  - Reprise de l’épidémie de grippe aviaire au Viêt Nam : depuis le 30 décembre, douze personnes ont été tuées par le virus H5N1, responsable de la grippe aviaire. Possible cas de transmission de grippe aviaire entre humain, le cas étudié concerne deux frères, dont l’un est la septième victime officiellement décédée du virus H5N1 ces trois dernières semaines au Viêt Nam. Dans un communiqué daté du 22 janvier, l’OMS déclare « Tous les éléments recueillis jusqu’à présent donnent à penser que l’on peut s’attendre à des cas isolés de transmission limitée d’être humain à être humain de la forme humaine de la grippe aviaire ». « Ces cas ne nécessitent pas d’évolution du niveau d’alerte pandémique actuel », ajoute toutefois l’OMS.
  - Le vaccin contre la grippe causée par le virus H5N1 a été testé sur la souris par l’Institut central de l’hygiène et de l’épidémiologie.
- 3 février : le Viêt Nam appelle à l’aide internationale contre la grippe aviaire en raison de l’extension rapide de la propagation de l’épidémie dans 33 des 64 provinces du pays.
- 21 février : l’Institut national d’épidémiologie annonce que d’ici la fin de l’année un vaccin humain contre la grippe aviaire sera produit.
- 27 février : après trois semaines d’accalmie, la grippe aviaire fait sa réapparition avec le décès d’un homme de 69 ans.
- 7 mars : un autre infirmier de 26 ans qui s’est occupé d’un malade atteint de grippe aviaire a été testé positif au virus H5N1. Un médecin de l’Institut des maladies tropicales de Hanoi a précisé que le nouveau malade « est l’infirmier qui s’est occupé d’un patient testé positif au H5N1. »
- 17 mars : 26,2 % des enfants vietnamiens souffrent de la malnutrition en 2004, soit 1,8 million de personnes, a annoncé le ministre vietnamien de la Santé.
- 6 avril : le bilan total de la grippe aviaire en Asie a atteint la barre des cinquante morts, après l’annonce par une source médicale vietnamienne du décès d’une jeune fille de 10 ans fin mars.

### Europe
- Janvier : 58 000 citoyens européens décèdent chaque année d’un suicide. Le commissaire européen chargé de la Santé, Markos Kyprianou, parle du suicide comme « le tueur invisible de l’Europe. » Il souhaite que la santé mentale soit élevée au rang des priorités politiques en Europe.
- 26 janvier : deuxième journée de prévention européenne du cancer du col de l’utérus.
- 27 janvier : le brevet sur le test de dépistage génétique du cancer du sein est enfin affranchi des brevets déposés il y a trois ans par la firme américaine Myriad Genetics. L’Office européen des brevets vient de restreindre la portée de deux brevets portant sur la détection des mutations génétiques du gène BCRA1.
- Mars : le Parlement européen approuve la résolution de l’Assemblée générale des Nations unies du 8 mars, qui invite la Commission à retirer tout soutien et tout financement au clonage thérapeutique.

#### Allemagne
- 16 février : des tests confirment que trois personnes sont infectées du virus de la rage après avoir bénéficié de transplantations d’organes d’une personne de 26 ans décédée en décembre. Le donneur d’organe avait fait un séjour en Inde quelques mois avant de décéder. Deux des personnes contaminées sont décédées[6].

#### Belgique
- En mars, les syndicats ont paraphé un préaccord intervenu au terme de deux jours de négociations entre les syndicats du secteur des soins de santé et le gouvernement fédéral.
- À la veille de son congrès annuel, qui se tient les 18 et 19 mars, sur le thème « L'enfant et les médicaments », la Société belge de pédiatrie a tenu à tirer une nouvelle fois la sonnette d'alarme sur le manque, voire de l'absence d'études qui permettraient d'utiliser les médicaments chez l'enfant avec le même degré de sécurité et d'efficacité que chez l'adulte.

#### Espagne
- 1er février : une soixantaine de pharmacies catalanes et quatre hôpitaux commenceront à proposer de la marijuana pour des usages thérapeutiques, au cours du premier trimestre 2005, a annoncé la conseillère pour la Santé du gouvernement catalan, Marina Geli.

#### France
- Plan Maladie rare 2005-2008.
- SIDA, Grande cause nationale 2005.
- Plan Périnatalité 2005-2007.
- Mise en place de la Haute Autorité de santé, organisme public indépendant à caractère scientifique, qui se substitue aux missions de l’Agence nationale d’accréditation et d’évaluation en santé (Anaes), de la Commission de la transparence et de la Commission d’évaluation des produits et prestations, et s’en voit adjoindre de nouvelles.
- Plan santé au travail présenté en février se décline en 23 mesures visant notamment à renforcer l’expertise scientifique et le contrôle des salariés manipulant des matières dangereuses.

##### Janvier
- 8 janvier : journée nationale de dépistage de l’obésité infantile en France.
- 12 janvier : les deux universités Paris-VI et Paris-VII et un institut du campus parisien de Jussieu ont été mis en examen comme personnes morales, pour « mise en danger de la vie d’autrui » dans une enquête sur un défaut de protection contre l’amiante. Cette action judiciaire est la première action pénale à la suite de l'utilisation de l’amiante responsable de mésothéliome.
- 25 janvier : ouverture du « Salon Traçabilité » qui présente les dernières technologies permettant de suivre à la trace les produits (aliments, médicaments), une contrainte depuis peu obligatoire dans le secteur alimentaire[7].
- 26 janvier : la cour d’appel de Paris a confirmé aujourd’hui les poursuites pour tromperie dans l’affaire de l’hormone de croissance contaminée qui fait l’objet d’une instruction depuis 1991, ouvrant la voie à un éventuel procès des responsables présumés du drame.
- 28 janvier : 
  - En France, premier cas mondial d’une chèvre atteinte d’ESB. L'Union européenne se veut rassurante, affirmant que les mesures de sécurité alimentaires garantissent « un haut degré de protection » pour le consommateur.
  - Sida Info Service et Élus locaux contre le SIDA organisent la journée nationale du dépistage au VIH.

- Certains syndicats de médecins s’opposent au plan de la Sécurité sociale obligeant les patients à passer par le médecin généraliste pour avoir accès au médecin spécialiste.
- Trois des cinq syndicats de médecins libéraux (CSMF, SML et Alliance) ont signé avec l’assurance maladie une nouvelle convention médicale officialisant la création d’un médecin traitant.
- Selon les dernières estimations, encore provisoires, de la Caisse nationale d'assurance maladie, le taux de progression annuelle des dépenses maladie en 2004 est repassé sous la barre des 5 %, pour la première fois depuis 1999.
- Appel d’un syndicat de dentistes à créer des « listes d’attente » pour les bénéficiaires de la CMU.
- La cour administrative de Lyon condamne les Hospices civils de Lyon. Les médecins n’avaient rien détecté chez une fillette atteinte d’ostéogenèse imparfaite. Les médecins pensaient à une maltraitance des parents et déclenchaient une procédure de signalement aux autorités judiciaires, entraînant le placement de l’enfant dans un centre d’accueil.

##### Février
- Février : quelque 2,2 millions de Français ont contracté la grippe en cinq semaines d’épidémie, selon les observations du réseau officiel Sentinelles publiées mardi 22 février dans « Sentiweb-hebdo ». L’efficacité du vaccin est jugée satisfaisante.
- 2 février : 
  - La Générale de santé annonce l’acquisition du groupe Chiche (quatre établissements parisiens) spécialisé en chirurgie et médecine, et du groupe FlemingLabs (Brescia-Italie) spécialisé dans l’analyse médicale (six laboratoires, vingt-cinq centres de prélèvement et un centre de consultation et d’imagerie)[8].
  - Deux médecins bordelais, le phlébologue Jean Marteau et son épouse Jacqueline, soupçonnés d’être à l’origine d’une contamination massive par le virus de l’hépatite C (plus de cent dix personnes contaminées), ont été mis en examen pour « homicides involontaires » et « blessures involontaires ».
  - Nomination du professeur Michel Kazatchkine au poste d’ambassadeur chargé de la lutte contre le sida et les maladies transmissibles.
- 4 février : le ministre de la Santé Philippe Douste-Blazy présente son plan pour la santé mentale qui prévoit plus d’un milliard d’euros d’aides et la création de 2 500 postes dans la psychiatrie hospitalière, ainsi que 1 900 places dans les services d’accompagnement à domicile[9].
- 9 février : un rapport de l’IGAS (Inspection générale des affaires sociales) recommande de « mettre fin » à Cyclamed après la découverte de trafics impliquant des pharmaciens.
- 20 février : ouverture du procès de l’entreprise Métal Blanc de Bourg-Fidèle. Cette entreprise de recyclage de plomb comparaît pour pollution et mise en danger d’autrui. Elle est condamnée le 25 avril 2005 à 100 000 euros d'amende et 577 000 euros de dommages et intérêts.
- 28 février : deux personnes, victimes de la variante de la maladie de Creutzfeldt-Jakob, ont donné leur sang entre 1984 et 2002, avant l’apparition des signes de la maladie. Les responsables du Laboratoire français du fractionnement et des biotechnologies estiment que 50 000 personnes ont été traitées avec des médicaments dans la fabrication desquels le sang de l’un des deux malades a été utilisé. Le directeur général de la santé, William Dab, et le directeur de l’Agence française de sécurité sanitaire des produits de santé, Jean Marimbert, estiment que la probabilité de contamination, quasi nulle, n’exigeait pas d’informer la majorité des patients concernés.

##### Mars
- 3 mars : les laits infantiles de la marque Picot ont été retirés de la commercialisation, à la suite de l'identification en janvier et février, par le Centre national de référence des salmonelles (Institut Pasteur), d’un nombre inhabituel de souches de Salmonella sérotype agona.
- du 7 au 14 mars : semaine nationale contre le cancer.
- 10 mars : 
  - Journée nationale de l’audition.
  - Une « épidémie de grippe virulente » a fait treize mort en 15 jours à la maison de retraite de Faulx, en Meurthe-et-Moselle, près de Nancy, où des affichettes fluorescentes avertissent le visiteur du danger.
- 15 mars : ouverture des salons Medec et Informedica.
- 16 mars : 
  - Un patient atteint d’un cancer colo-rectal met en cause les autorités sanitaires pour « absence d’action » et « perte de chance ». Sa plainte a été examinée le 16 mars par le tribunal administratif de Paris, qui a mis son jugement en délibéré. Pour la première fois, la justice devra statuer sur une question de santé publique relative à l’organisation du dépistage.
  - L'assurance maladie lance une nouvelle campagne d’incitation à la vaccination contre la rougeole, les oreillons et la rubéole (ROR) sur le thème : « N’attendez pas que ça devienne méchant : vaccinez votre enfant maintenant. »
- 17 mars : le médicament n’est pas un produit comme les autres et mal utilisé, il peut se révéler inefficace voire dangereux, a rappelé le Leem (entreprises du médicament) en lançant mardi dans le cadre du salon de la médecine, le Medec qui se tient à Paris, un site grand public entièrement consacré au bon usage du médicament.
- 18 mars : le plan stratégique qui doit être voté à l'Assistance Publique-Hôpitaux de Paris prévoit la suppression d'au moins 1.820 emplois non-soignants entre 2005 et 2009.
- 19 mars : le ministre de la Santé Philippe Douste-Blazy annonce une généralisation prochaine du dépistage du cancer du côlon, une des principales formes de cancer touchant les hommes.
- 21 mars : un enfant de 3 ans est décédé à Boulogne-sur-Mer.
- 22 mars : un garçon de 15 ans, élève au lycée horticole d’Évreux, est décédé à Rouen, emporté par une méningite à méningocoque de type C.
- 23 mars : quatre nouveaux cas de méningite diagnostiqués en Seine-Maritime, le département se trouve en situation d'« hyper-endémie », mais non d’épidémie.
- 25 mars : 
  - Une fillette de six ans atteinte de méningite à méningocoque a été hospitalisée à Roanne.
  - Application de la classification commune des actes médicaux ou CCAM.
- 31 mars : la Mutualité sociale agricole lance la première grande enquête réalisée en France sur le lien pesticides-cancer. Douze départements sont concernés par cette enquête, dont le Doubs et la Côte d’Or. Au total, 600 000 agriculteurs actifs et retraités vont y recevoir des questionnaires portant sur les conséquences de leur exposition aux pesticides, que ce soient des herbicides, des fongicides ou des insecticides.

- Le ministre de la Santé, Philippe Douste-Blazy, a appelé sur LCI les médecins libéraux à prendre leur part de l’organisation des gardes, estimant que le problème des urgences hospitalières tenait largement à l'« organisation » de la permanence des soins.
- L’espérance de vie à la naissance a « fait un bond » de dix mois en deux ans et a dépassé en 2004 les quatre-vingts ans, hommes et femmes confondus, selon les chiffres publiés par l’INED. En 2004, elle atteignait 76,7 ans pour les hommes et 83,8 ans pour les femmes, soit une moyenne de 80,2 ans, a calculé l’INED, qui note que cette augmentation est nettement supérieure aux trois mois gagnés chaque année depuis cinquante ans.
- Le député socialiste Jean-Marie Le Guen présente une proposition de loi contre l’obésité, dont l’ambition est de faire de la lutte contre cette épidémie un « véritable objectif de santé publique ».

##### Avril
- 4 avril : l’Association des médecins urgentistes hospitaliers de France (Amuhf) lance une « grève générale et illimitée » contre la saturation des services d’urgences pour dénoncer l’engorgement de leurs services et obtenir la tenue d’états généraux de la santé réunissant tous les acteurs de la permanence des soins.
- 4 avril au 8 avril : deuxième semaine nationale d’information et de prévention des maladies veineuses.
- 7 avril : les risques d’extension à d’autres continents de la grippe aviaire, qui a tué plus de cinquante personnes en Asie, sont réelles, a averti l’Office international des épizooties. La possibilité que cette maladie gagne d’autres continents est réelle et la communauté scientifique internationale ne peut rester insensible au défi visant à enrayer ce qui se passe actuellement, a déclaré le directeur général de l’OIE, Bernard Vallat, lors d’une conférence à Paris.
- 11 avril : l’Agence française de sécurité sanitaire des aliments avertit que le réchauffement climatique aura « vraisemblablement » un impact direct sur la transmission des maladies animales, notamment en modifiant l’habitat des insectes piqueurs qui sont responsables de la transmission de nombreuses infections. Six maladies (sans risque notable pour l’homme) sont à surveiller en priorité : la fièvre de la vallée du Rift et celle du Nil occidental (en anglais West Nile), la leishmaniose viscérale, les leptospiroses, la fièvre catarrhale ovine et la peste équine.

- Les assurés sociaux devront avoir leur photographie et leurs empreintes digitales sur la Carte Vitale dès 2006 pour éviter les fraudes déclare le ministre de la Santé, Philippe Douste-Blazy.
- La commission des Affaires sociales de l’Assemblée nationale a rejeté trois demandes - PS, PC, UMP - de création d’une commission d’enquête sur les conséquences de l'exposition à l'amiante.

##### Mai
- Inauguration de l'Agence de la biomédecine. Parmi ses nombreuses missions figurent l’encadrement des activités de procréation médicalement assistée ainsi que le contrôle des recherches en génétique humaine, des travaux sur les cellules souches embryonnaires et des greffes.
- 21-22 mai : journées de l'autisme.

#### Italie
- En janvier, il est interdit de fumer dans les lieux publics. Fumer est complètement interdit dans les bars, les restaurants, les discothèques et les bureaux, sauf s’il existe des espaces réservés. Les infractions sont passibles d’amendes allant jusqu’à 275 euros pour les clients refusant d’obtempérer et 2 200 euros pour les patrons d’établissement.

#### Royaume-Uni
- Janvier : le chancelier de l’Échiquier britannique, Gordon Brown, a dévoilé un plan de dix milliards de dollars destiné à relancer la lutte contre le sida, le présentant comme la seule chance qu’a le monde de vaincre l’épidémie.
- 30 janvier : le journaliste scientifique de la BBC, Ivan Noble, annonce qu’il arrête d’écrire dans son blog en raison de l’avancement du cancer du cerveau dont il souffre depuis deux ans. Son blog était l’un des plus lus dans le monde avec 7 000 à 8 000 visites par jour. Il termine ainsi son journal : « Si deux ou trois personnes arrêtent de fumer à la suite de ce que j’ai pu écrire, alors celui d’entre eux qui aurait eu le cancer va vivre, et ce que j’ai gribouillé aura servi à quelque chose. »
- Mars :
  - Les parents devraient pouvoir choisir le sexe de leur futur enfant dans le cadre de la procréation assistée, ont recommandé jeudi les députés d’une commission parlementaire britannique. "La question de la sélection du sexe est particulièrement sensible", affirment les membres de la commission pour la science et la technologie de la chambre des Communes.La commission propose également de lever l’anonymat sur les donneurs de sperme et d’ovules, tout en leur laissant la possibilité d’y recourir.Enfin, elle estime que l’actuelle Human Fertilisation and Embryology Authority (Autorité pour la fertilisation humaine et l’embryologie, HFEA), l’autorité légale chargée des questions éthiques en Grande-Bretagne, doit être abolie et que ses pouvoirs doivent revenir au parlement et au gouvernement.
  - Sir John Reid, ministre britannique de la Santé, annonce que, en raison du risque humain de la grippe aviaire, la Grande-Bretagne a décidé de stocker, dans les deux ans à venir, 14,6 millions de doses de Tamiflu, médicament antiviral réputé relativement efficace contre l’infection par la grippe humaine.
  - Dans le cadre du livre blanc sur la génétique, annoncé en juin 2003, le gouvernement britannique envisageait la possibilité de réaliser une analyse systématique de l’ADN des nouveau-nés. À la fin du mois, deux instances chargées d’évaluer ce projet, « The Human Genetics Commission » et « The National Screening Committee », présentent aux ministres un rapport commun négatif. Les raisons invoquées : un coût astronomique (10 millions de livres par nouveau-né pour rechercher toutes les maladies héréditaires génétiquement déterminées) pour des bénéfices médicaux non confirmés. En outre, le projet soulève des questions éthiques relatives à la création d’une base de données de profils d’ADN issus de sujets n’ayant pu donner leur consentement. Le rapport recommande au gouvernement de mettre le projet de côté, pour éventuellement l’évaluer à nouveau dans le futur.
- 7 mars : la plus haute juridiction britannique, les Law Lords, a commencé à se pencher sur le cas moralement complexe des « bébés médicaments » conçus pour soigner un frère ou une sœur atteint d’une maladie grave.
- 17 mars : un couple allemand résidant en Grande-Bretagne depuis début 2004 met violemment en cause le NHS, le système de santé public britannique, pour la mort de leur bébé.

##### Écosse
- En janvier, le parlement écossais a adopté une loi permettant aux femmes d’allaiter leur enfant dans les établissements publics ou privées. Une amende de 2 500 £ (3 700 €) est prévue en cas de non-application de la loi par les établissements.

#### Roumanie
- 16 janvier : une femme de 66 ans a donné naissance à une petite fille après une fécondation in vitro et la mort in utero de sa jumelle.

#### Suède
- Janvier : les pharmacies suédoises parrainent une tentative de record du monde du plus long baiser, actuellement de 30 heures, 59 minutes et 27 secondes, dans le cadre d’une campagne d’information sur l’hygiène dentaire.

#### Suisse
- Janvier : à la suite du tremblement de terre du 26 décembre 2004 les savants de l’Institut fédéral pour l’aménagement, l’épuration et la protection des eaux (EAWAG), à Dübendorf, dans le canton de Zurich, tentent de convaincre l’OMS d’utiliser une méthode simple pour rendre l’eau potable : il suffit de remplir aux deux-tiers une bouteille en plastique d’eau impure, de la secouer pendant 20 secondes et de la remplir complètement, avant de la boucher et de la placer horizontalement sur un matériau sombre. Après six heures au soleil, l’eau est pure. Les micro-organismes ne résistent pas à l’action destructrice des rayons UV et à l’augmentation de la température de l’eau.
- En mars, l’Institut suisse des produits thérapeutiques retire du marché plusieurs médicaments chinois aux composants toxiques. Il s’agit de préparations affichant une valeur en alcaloïdes de pyrrolizidine dépassant la limite autorisée.

## Publications par thématiques

### Imagerie médicale
- Février :
- Une équipe de physiciens et de médecins français a mis au point une technique de radiologie qui permet de reconstituer en trois dimensions l’intégralité de l’ossature, tout en réduisant fortement les doses de rayons X pour les patients. Deux prototypes du système fonctionnent déjà.

### Maladies dégénératives

#### Maladie d’Alzheimer
- Janvier : la galantamine, un médicament contre la maladie d'Alzheimer, est soumise à une réévaluation à la suite d’études montrant une augmentation de la mortalité lors de traitements de longue durée par comparaison avec un placebo, a annoncé mardi l’agence du médicament (Afssaps). De plus, la molécule, indiquée dans les formes légères à modérées de la maladie, n’a pas d’effet supérieur au placebo dans l’apparition des signes de démence.
- 1er février : 
  - Un test de dépistage précoce de la maladie d'Alzheimer mis au point par l'équipe de Chad A. Mirkin est décrit dans Proceedings of the National Academy of Science[10].
  - Dans Journal of Clinical Investigation, des chercheurs de l’école de médecine de l’Université Washington à Saint Louis (État du Missouri) montrent qu’un traitement aux anticorps a permis de restaurer la santé de cellules nerveuses dans le cerveau de souris atteintes par la maladie d'Alzheimer[11].
- Mars : dans la revue Nature Neuroscience, l’équipe de Takaomi Saido, de Wako, au Japon, grâce à un marqueur non toxique à base de fluorine et d’hydrogène espèrent pouvoir visualiser par I.R.M les dépôts de protéines bêta-amyloïdes qui apparaissent bien avant les symptômes de la maladie
- Avril : dans le magazine Nature Medicine des chercheurs de l'université de Californie ont utilisé des cellules génétiquement modifiées de la peau du patient en introduisant un gène pour leur faire fabriquer une petite protéine naturelle, le NGF, qui protège les cellules et stimule leurs fonctions par stimulation de la fonction cholinergique. Les cellules modifiées ont été injectées dans une région profonde du cerveau. L'évolution de la maladie semble avoir diminué de 36 à 50 % selon des tests courants de mesure du déclin intellectuel.

#### Maladie de Parkinson
- 19 mai : une alimentation riche en vitamine E pourrait être un élément de protection contre la maladie de Parkinson, selon un article paru dans la revue médicale The Lancet Neurology du jeudi 19.

### Maladies infectieuses

#### Infections nosocomiales
- Janvier : 
  - La clinique du sport à Paris a contacté plus de 7 000 patients opérés du genou entre 1988 et juin 1993 et susceptibles d’avoir attrapé une infection par la bactérie Mycobacterium xenopi. Les infections étaient dues à un défaut de désinfection corrigé depuis, selon la clinique.
  - Se laver les mains avec de l’eau et du savon est un bon moyen de se débarrasser des germes infectieux, selon une étude réalisée par réalisée par l’équipe d’Emily E. Sickbert-Bennett, épidémiologiste à l’Université de Caroline du Nord, et publiée dans la revue scientifique American Journal of Infection Control

#### SIDA
- 1er janvier : dans The Journal of Clinical Investigation, le docteur Ilona Hauber du Heinrich-Pette-Institute for Experimental Virology and Immunology, à Hambourg en Allemagne, annonce l’existence d’une molécule, le guanylhydrazone CNI-1493 ayant un effet inhibiteur sur la human deoxyhypusine synthase. Cette inhibition enzymatique réprime la formation d’un cofacteur cellulaire de VIH-1 avec diminution de la réplication du virus. Cet effet s’observerait même en cas de résistance des traitements anti-viraux inhibiteurs de la protéase et de la reverse-transcriptase.

Février : un essai de vaccin préventif contre le sida, le VAC 18, lancé en septembre dernier en France par l’Agence nationale de recherches sur le sida (ANRS) a été interrompu après l’apparition d’une myélite chez un patient américain participant à un essai portant sur la même préparation vaccinale.
- 23 février : à la conférence annuelle sur les rétrovirus à Boston, des chercheurs révèlent l’existence de la protéine gp120, un élément de la membrane du VIH, qui pourrait expliquer comment le virus mute pour échapper aux défenses immunitaires du corps.
- 26 juillet : lors de la troisième conférence sur les mécanismes de l'infection par le virus du sida (VIH) et son traitement, une équipe franco-sud-africaine a montré l'intérêt de la circoncision pour diminuer le risque de contamination.
- 14 novembre : la Déclaration de Montréal sur les médicaments essentiels a été présentée devant un groupe de travail de la Commission sur les droits humains de l’ONU, à Genève.

#### Rubéole
- Mars : la rubéole, qui a déjà été à l’origine de nombreux cas de maladies infantiles et de malformations congénitales, ne constitue plus une menace pour la santé publique au Canada comme aux États-Unis, ont fait savoir les autorités de la santé des deux pays, lundi.

#### Hépatite
- 14 février : publication par l’Institut de veille sanitaire (INVS) d’un rapport estimant à 3 000 000 le nombre de porteurs chroniques adultes du marqueur de l’hépatite B.

#### Tuberculose
- Janvier : une molécule de la famille des diarylquinolines pourrait être un nouvel antituberculeux permettant de soigner des personnes chez qui le bacille de Koch présente une résistance aux traitements habituels qui associent l’isoniazide, la rifampicine et la pyrazinamide. Cette nouvelle molécule aurait aussi d’autres avantages : action plus rapide et plus prolongée permettant des traitements plus courts avec des prises plus espacées (Revue Science).

#### Paludisme
- Mars : plus de 2 milliards de personnes dans le monde sont exposées au paludisme et environ 515 millions auraient souffert en 2002 de crises de paludisme, selon une étude redessinant la carte de la maladie, publiée dans la revue scientifique britannique Nature du 10 mars. Le paludisme tue plus d’un million de personnes par an dans le monde, dont 90 % en Afrique.

#### Maladies à prions
- 27 janvier : dans The Lancet, une étude donne une première indication sur la dose infectieuse pour l’Homme et la durée d’incubation de la maladie de Creutzfeldt-Jakob qui pourrait dépasser 50 ans. Dans un commentaire publié dans The Lancet, des scientifiques relèvent que la dose infectieuse minimale pour l’homme pourrait être inférieure à 150 grammes.

### Maladies cardio-vasculaires
- 6 janvier : la baisse du taux de le protéine C-réactive (CRP), sous la barre des 2 mg par litre, constatée sous traitement hypocholestérolémiant apporterait la preuve de l’efficacité de celui-ci, avec une valeur pronostique similaire à la baisse du LDL-cholestérol, selon deux études publiées dans la revue New England Journal of Medicine.

### Maladies génétiques
- Mars : l’objectif, pour le Centre National de la Recherche Scientifique (CNRS) est d’accélérer la recherche en génomique et protéonique grâce aux technologies de grid computing. Conscients que l’innovation informatique peut répondre à de nouveaux besoins de la recherche en génétique, trois acteurs majeurs dans leur domaine, l’association de malades AFM, le CNRS et le groupe IBM ont lancé mardi le programme Décrypthon, une plate-forme de grid computing : Le Programme Décrypthon est une plate-forme technologique de pointe reposant à nouveau sur le Grid Computing. Cette plate-forme sera composée de deux grilles spécifiques pour générer la puissance de calcul nécessaire au traitement de projets de recherche très complexes. Le recours à l’une ou l’autre des grilles, voire à la combinaison des deux, s’effectuera en fonction des spécificités des programmes de recherche sélectionnés.Le site

### Cancer

#### Cancérogène
Le Centre international de recherche sur le cancer publie un travail d'un groupe d'experts classant « les contraceptifs oraux œstroprogestatifs combinés et l'hormonothérapie ménopausique œstroprogestative » comme « cancérogènes (groupe 1), après un examen complet de la littérature scientifique publiée. »

#### Recherche
- 20 janvier : découverte d'un nouveau gène nommé Pokemon. Ce gène serait essentiel au développement du cancer. Les travaux de l’équipe new-yorkaise de Takeda Maeda et Pier Paolo Pandolfi (Memorial Sloan-Kettering Cancer Center) sur ce gène dans la revue scientifique britannique Nature.

- Mars :
  - L’identification d’un nouveau gène, KLF-11, de la forme la plus commune du diabète, celui de type 2, suggère l’existence de mécanismes communs à deux maladies, cancer du pancréas et diabète, selon les travaux d’une équipe internationale publié jeudi 17 mars en ligne dans les Comptes-rendus de l’Académie des sciences américaines
  - Une étude visant à évaluer une nouvelle méthode de prévention du cancer du sein sera menée pendant cinq ans auprès de plus de 4 500 femmes postménopausées au Canada, aux États-Unis et en Espagne. Cette étude de l’Institut national du cancer du Canada et de la Société canadienne du cancer porte sur le rôle potentiel de l’exémestane dans la prévention du cancer du sein chez la femme qui présente un risque élevé de développer la maladie
  - La Mutualité Sociale Agricole lance la première grande enquête réalisée en France sur le lien pesticides-cancer. Douze départements sont concernés par cette enquête, dont le Doubs et la Côte d’Or. Au total, 600 000 agriculteurs actifs et retraités vont y recevoir des questionnaires portant sur les conséquences de leur exposition aux pesticides, que ce soient des herbicides, des fongicides ou des insecticides.

- 6 avril : une étude publiée dans la revue scientifique américaine Journal of the National Cancer Institute, a été menée par une équipe de la faculté de médecine de l’Université Laval (Canada). Elle montre que les comprimés à forte dose (400 U.I) de vitamine E que l’on achète en pharmacie pourraient accélérer des cancers latent[13].
- Avril :
  - Le projet génome cancer humain Human Cancer Genome Project doit permettre la constitution d’une banque de données sur les mutations génétiques impliquées dans les différents types de cancers. Son coût estimé à environ 1,35 milliard de dollars sur neuf ans.
  - En vingt ans, le nombre de nouveaux cas de cancer chez les adultes a progressé de 63 % en France, selon l’Institut national de la santé et de la recherche médicale. Entre 1980 et 2000, le nombre de nouveaux cas annuels de cancer chez l’adulte est passé de 170 000 à 278 000, soit une augmentation de 63 %, un peu plus importante chez les hommes (97 000 à 161 000, +66 %) que chez les femmes (73 000 à 117 000, +60 %). Cette augmentation est due pour près de moitié à l’accroissement et au vieillissement de la population. Mais d’autres facteurs peuvent aussi l’expliquer : meilleur diagnostic, surveillance de la population plus efficace, mode de vie, risques liés à l’environnement.

#### Sein
- Janvier : le docteur Javier Menendez, de l’école de médecine Feinberg de l’université Northwestern à Chicago publie dans Annales de l’oncologie daté du 10 janvier 2005 que l’acide oléique réduisait de façon importante l’activité du gène cancéreux appelé Her-2/neu, encore connu sous le nom d’erb B-2. Le gène Her-2/neu est un des plus importants gènes impliqués dans le cancer du sein.
- Mars :
- Dans Journal of the National Cancer Institute, une étude montre qu’augmenter le seuil minimal de mammographies lues à l’année par les radiologues pourrait améliorer la qualité globale du dépistage du cancer du sein. Les radiologues qui lisaient 2 500 à 4 000 mammographies par an avec une grosse activité de dépistage avaient environ 50 % d’examens faux-positifs en moins par rapport aux médecins qui lisaient entre 481 et 750 mammographies par an avec peu d’activité de dépistage. Le cahier des charges a fixé un seuil minimal d’activité à 500 mammographies par an en France qui est proche des normes américaines. Les Britanniques exigent la lecture de 5 000 mammographies par an.

#### Ovaires
- 16 mars : une équipe du Nevada Cancer Institute (en) présente un test basé sur le dosage sanguin de la leptine, la prolactine, l'ostéopontine, et l'insulin-like growth factor 2, qui permettrait de dépister le cancer de l'ovaire[14].

#### Col de l’utérus
- Janvier :
- Le risque de cancer du col de l'utérus est « maximal chez la femme de plus de 65 ans », ce qui signifie qu’il faut poursuivre le dépistage après cet âge, selon une étude publiée mardi dans le Bulletin épidémiologique hebdomadaire du ministère de la Santé.
- Une équipe de chercheurs de l’Institut Pasteur de Paris annonce avoir démontré l’efficacité chez l’animal d’un vaccin expérimental pour le traitement des cancers du col de l’utérus. Un virus de la famille des papillomavirus, le HPV16, est impliqué dans la majorité de ce type de lésions cancéreuses. (Cancer Research 15/01/2005).

#### Testicule
- Février :
- Dans International Journal of Cancer, une étude montre une augmentation en moyenne de 60 % des cancers du testicule dans le monde en 25 ans. Certaines régions comme le Bas-Rhin en France connaissent une augmentation de 130 %. Aucune explication épidémiologique n’est donnée.

#### Côlon
- 12 janvier : La consommation durable de viande rouge et de produits industriels carnés (bacon, lardons…) augmente le risque de cancer dans la portion distale du côlon appelé sigmoide, affirment les auteurs d’une étude publiée dans le Journal of the American Medical Association[15].
- Février : dans l’édition en ligne de l’International Journal of Cancer, des chercheurs français de l’Institut national de la santé et de la recherche médicale (INSERM) annoncent l’existence d’un nouveau test de dépistage du cancer du côlon, basé sur une méthode immunologique qui réagit spécifiquement en présence d’hémoglobine humaine. Ce test aurait une valeur prédictive de 50 % au lieu de 33 % avec les tests actuels.
- 27 avril : dans le Journal of the American Medical Association, une étude montre que le défaut du fonctionnement du gène réparateur MMR est associé à une augmentation du risque de cancer colorectal héréditaire dans le syndrome de Lynch qui représente 3 % des cancers colorectaux.

#### Foie
- Février :
- Boire du café régulièrement réduit de moitié les risques de cancer du foie, selon une étude réalisée au Japon sur plus de 90 000 personnes et publiée le 16 février dans le Journal of the National Cancer Institute.

#### Prostate
- Mars :
- Dans Journal of the National Cancer Institute, une étude montre que de fortes concentrations sériques en alpha et gamma-tocophérol, principales fractions de la vitamine E, sont associées à une division par deux du risque de cancer de la prostate.

#### Cerveau
- Mars :
- Dans New England Journal of Medicine, une étude montre l’efficacité du témozolomide, un médicament empêchant la multiplication des cellules cancéreuses, ce qui pourrait prolonger la vie de certains patients atteints de la forme la plus courante et la plus mortelle du cancer du cerveau, le glioblastome.

#### Peau
- La Belgique, la France et la Suède ont une législation limitant la proportion maximum d’UVB (constituant le plus dangereux du rayonnement UV) émis à 1,5 % (soit une intensité analogue à celle des UV cancérogènes émis par le soleil).
- En France, la réglementation impose la déclaration aux autorités de santé de tous les appareils émettant du rayonnement UV, interdit leur utilisation aux mineurs de moins de 18 ans, prévoit que l’ensemble des établissements commerciaux soient supervisés par du personnel qualifié et interdit toute allégation faisant état d’effets bénéfiques pour la santé.
- Aux États-Unis, l’État de Californie interdit l’entrée des salons de bronzage aux moins de 18 ans.

### Grossesse
- Avril : des chercheurs ont identifié un gène dont les mutations, transmises par la mère, sont associées à la prééclampsie chez les femmes hollandaises. Ce gène appelé STOX1, situé sur le chromosome 10q22, code un nouveau facteur de transcription. Sa perte de fonction dans le placenta sous-tend la prééclampsie par un défaut de polyploïdisation du trophoblaste extravilleux.

### Thérapeutique
- Janvier : 
  - Le docteur Nobuo Hashimoto du département de neurochirurgie, université de Kyoto publie dans The Journal of Clinical Investigation, daté du 1er janvier 2005, une étude de traitement de la maladie de Parkinson par des cellules souches. Ce traitement a été appliqué à des singes chez lesquels la maladie de Parkinson a été reproduite par injection. Les cellules souches sont celles d’embryon de la même espèce de singe.
  - Une étude de l’Unité Inserm 568 vient de mettre en évidence l’implication d’une protéine particulière, la protéine kinase ERK1, dans la multiplication des cellules graisseuses (adipocytes)
- 29 janvier : dans  The Lancet (365: 387-97), une étude internationale impliquant 83 hôpitaux de 27 pays montre qu’un traitement chirurgical rapide n’offre pas d’avantage comparé au traitement médical pour la prise en charge des hémorragies cérébrales.
- Mars : dans  The New England Journal of Medicine, Volume 352:895-904, une étude menée à partir des dossiers médicaux de 12 000 malades, chez qui les traitements traditionnels contre la cancer étaient inefficaces, montre que l’efficacité des traitements expérimentaux contre le cancer est plus élevée que ce que les chercheurs le pensaient jusqu’à maintenant.

#### Génique
- Janvier : la survenue d’un troisième cas de complication dans un essai clinique de thérapie génique d’une maladie héréditaire rare, le déficit immunitaire combiné sévère lié à l’X (DICS-X), a conduit à suspendre l’essai en attendant les résultats des investigations.
- Mai : une équipe de chercheurs britanniques de l'université de Newcastle upon Tyne a annoncé avoir créé les premiers embryons humains clonés en Grande-Bretagne. Par ailleurs, une équipe de chercheurs coréens, dont les travaux sont beaucoup plus avancés que l'équipe britannique, a annoncé dans la revue médicale Science publiée jeudi, avoir réussi à isoler, à partir d'embryons humains clonés, les premières lignées de cellules souches embryonnaires correspondant spécifiquement à l'ADN d'une personne. Ces découvertes marquent une étape fondamentale sur la voie du clonage thérapeutique.

#### Médicament

##### Janvier
- 1er janvier : selon le British Medical Journal, des études internes suggèrent un lien entre la fluoxétine et les passages à l’acte violent ou suicidaire.
- 8 janvier : nouvel article paru dans le British Medical Journal montrant une augmentation des accidents vasculaires cérébraux sous traitement hormonal substitutif de la ménopause.
- La revue Prescrire souligne « les travers du système actuel d’évaluation des médicaments » et les « agences trop proches des firmes » responsables de l’évaluation des médicaments.
- The Lancet publie une étude réalisée par un médecin expert de l’Agence américaine du médicament sur les effets secondaires du rofécoxib (Vioxx) : ce médicament serait responsable d’environ 139 000 maladies cardiovasculaires aux États-Unis y compris des effets mortels.

##### Février
- Une étude, réalisée par le premier groupe privé d’assurance-maladie aux États-Unis, Wellpoint Inc., confirme l’augmentation des accidents cardio-vasculaires avec les anti-inflammatoires Vioxx, Bextra et Celebrex.
- 17 février : l’Agence européenne du médicament déconseille de délivrer les anti-inflammatoires de la famille des coxibs (Vioxx, Bextra et Celebrex) à des patients hypertendus.
- 18 février : la Food and Drug Administration estime que le Celebrex doit continuer à être commercialisé même s’il augmente le risque cardiovasculaire. Elle rappelle les règles précises de prescription de ce médicament, les indications et les dosages à utiliser.
- 25 février : l’Agence française de sécurité sanitaire des produits de santé (Afssaps) émet un avis défavorable à la mise sur le marché d’Intrinsa, un traitement destiné à stimuler la libido des femmes ménopausées en raison de sa composition, la testostérone.

##### Mars
- Les compléments alimentaires à base de substances végétales, les phytoestrogènes, essentiellement tirés du soja, n’ont pas fait la preuve de leur efficacité contre les bouffées de chaleur de la ménopause, selon un rapport de l’Agence française de sécurité sanitaire des aliments (Afssa).
- Une pilule expérimentale contre l’obésité, fabriquée par le groupe pharmaceutique Sanofi-Aventis a donné des résultats prometteurs, selon les conclusions d’une étude médicale présentée au congrès mondial de la cardiologie qui se déroule à Orlando en Floride.
- Santé Canada évalue un nouveau médicament en vaporisateur à base de cannabis pour traiter les malades qui souffrent de la sclérose en plaques.S’il est approuvé, le Sativex serait le troisième produit composé de THC synthétique à être commercialisé au Canada.
- Des chercheurs singapouriens affirment avoir mis au point une nouvelle méthode de lutte contre le cancer qui réduit les effets secondaires des traitements traditionnels. Les scientifiques de l’Institute of Bioengineering and Nanotechnology (IBN) ont créé des nanoparticules de polymère intelligentes capables d’acheminer directement les médicaments aux tissus malades, précise un communiqué de l’établissement.

##### Avril
- Les autorités américaines ont demandé jeudi au groupe pharmaceutique Pfizer le retrait du marché de l’anti-inflammatoire Bextra et réclamé de nouveaux avertissements sur les dangers du Celebrex, un médicament de la même catégorie.
- Pfizer a accepté de suspendre les ventes du Bextra aux États-Unis et d’inscrire des avertissements beaucoup plus sévères sur les boîtes de Celebrex, a précisé la FDA
- Plusieurs députés socialistes dont Jean-Marc Ayrault, Gérard Bapt, Alain Claeys, Claude Évin et Catherine Génisson, demandent de commission d'enquête parlementaire sur la nature et la qualité des informations fournies par l'industrie pharmaceutique sur les médicaments et dispositifs médicaux.

##### Mai
- 3 mai : l'OMS annonce la mise en place d'un système d'alerte sur l'internet destiné à lutter contre la contrefaçon de médicaments, un marché évalué à 35 milliards de dollars par an.
- À l'occasion de l'Assemblée mondiale de la santé, prévue à Genève jusqu'au 25 mai, Médecin sans frontières (MSF) a exprimé sa déception quant au manque de rapidité avec laquelle l'OMS examine la qualité et l'innocuité des médicaments, notamment des génériques. L'ONG a transmis son mécontentement dans une lettre aux délégués des 192 États membres de l'OMS

### Bioéthique
- Mars : les parents devraient pouvoir choisir le sexe de leur futur enfant dans le cadre de la procréation assistée, ont recommandé les députés d’une commission parlementaire britannique."La question de la sélection du sexe est particulièrement sensible", affirment les membres de la commission pour la science et la technologie de la Chambre des communes.

## Décès
- 28 septembre : Leo Sternbach (né en 1908), pharmacologue américain.